# 田中文男
田中 文男（たなか ふみお、1932年1月10日 - 2010年8月9日）は大工棟梁。棟梁、工務店経営者としての仕事と並行して、古民家や社寺建築の学術調査研究・修理修復・保存に携わった。社寺建築も手掛けたため宮大工として紹介されることもある。「フミちゃん」、あるいは「大工の文男」を略した「大文（ダイフミ）さん」の愛称で親しまれ、また「学者棟梁」の異名をとった。

## 経歴
1932年（昭和7年）、茨城県生まれ。1946年（昭和21年）、尋常小学校高等科を卒業すると、千葉県で大工の棟梁に弟子入りし、大工としての腕を磨く。

### 調査研究・修復
お礼奉公がすんだ1953年（昭和28年）8月、勉強したいと上京。重要文化財根津神社の修理事務所で働き、1954年（昭和29年）、定時制の早稲田大学工業高等学校建築科に入学し、1958年に卒業。この間の1955年（昭和30年）、農村建築研究会（1950年発足）の民家調査に参加。東大建築学科の太田博太郎、大河直躬など建築学研究者らの調査活動に協力、信頼を得ていく。奈良県今井町町家調査、秋山郷民家調査、滋賀県湖北地方の民家調査に参加。
1971年（昭和46年）、野田市が寄贈を受けた旧花野井家住宅を解体し移築修理する工事を施工。
1982年、宮澤智士らと普請帳研究会を発足させ、社寺建築や民家の修理工事などを通して調査研究を進め、機関紙『普請研究』を10年にわたって発行。

### 主な業績
- 奈良県橿原市今井町町家調査 1957年
- 秋山郷民家調査 1957-58年
- 滋賀県湖北地方の民家調査 1958年
- 旧花野井家住宅の解体移築修理工事 1971年
- 桂離宮使用材料調査 技術指導 1975年
- 旧四関家住宅解体調査（平成8年、千葉市依頼）
- 旧堀田家住宅修理工事（佐倉市）
- 佐賀県・吉野ケ里遺跡の北内郭の復元
- 国の重要文化財「泉福寺薬師堂」（千葉県）

など

### 棟梁として
1957年（昭和32年）より、大河直躬設計の岩本邸を皮切りに建築の請負を始める。1958年（昭和33年）に田中工務店を、1962年（昭和37年）、株式会社眞木建設を設立。1969年（昭和44年）には一級建築士の資格を取得している。
伝統建築の修理だけでなく、現代的な木造建築の道も模索。鉄筋コンクリート造りの施工も請け負ったが、田中自身は木造に主眼を置いていた。1960年（昭和35年）、VAN ヂャケットの石津謙介からの依頼で銀座帝人メンズショップの店舗を改装施工（宮脇檀 設計）。1966年（昭和41年）、石津謙介の依頼で富士山麓の別荘「もうびぃでぃっく」（宮脇檀 設計）。1971年（昭和46年）には校倉工法による木造別荘を開発し、翌年の暮しの手帖で取り上げられる。1984年（昭和59年）には、藤本昌也と組んで、晴海で開催されたグッドリビングショーに「民家型構法による国産材モデルハウス」を出展。1986年（昭和61年）には 筑波町立第一小学校で木造での体育館施工を技術指導（木工事は眞木建設）。

### 社会での活動
1991年（平成3年）、株式会社眞木建設の社長を退き、有限会社眞木を設立。1995年（平成7年）、財団法人国際技能工芸振興財団設立発起人となる。1996年（平成8年）、「ベトナム・フエミンマン帝（明命帝)陵右従祀修復明命帝陵右従祠修復事業」で現地指導にあたる。また富山国際職藝学院でオーバーマイスターとして後進指導にもあたる。小澤普照主宰の森林塾にも発足時より参加。
2010年8月、肺がんで死去。78歳だった。

## 主要著書
- 『普請研究』（普請帳研究会機関紙、1982-1992年、全40冊）
- 田中文男; 宮沢智士『東関東の近世民家架構の変遷』〈大文覚書 1〉2008年。 NCID BA90314087。（非売品）
- 『関東の住まい 日本列島民家の旅8関東』(INAX album 37) INAX出版 1996.1 ISBN 487275073X

- 太田博太郎、田中文男、長野県教育委員会、吉田靖『秋山郷の民家 長野県民俗資料調査報告』長野県教育委員会 1962年[6]